# Kimcote and Walton
Kimcote and Walton è una parrocchia civile dell'Inghilterra, appartenente alla contea del Leicestershire.